# Juan Antonio Valencia
Juan Antonio Valencia (ur. 11 sierpnia 1929 w San Salvadorze, zm. 7 lipca 2005 tamże) – salwadorski strzelec, olimpijczyk.
Wystąpił na Letnich Igrzyskach Olimpijskich 1968, na których pojawił się w jednej konkurencji. Zajął ostatnie 62. miejsce w strzelaniu z karabinu małokalibrowego w trzech postawach z 50 metrów. Cztery lata później osiągnął to samo miejsce w tej samej konkurencji (wyprzedził jednak siedmiu strzelców), ponadto był 91. w karabinie małokalibrowym leżąc z 50 metrów (startowało 101 zawodników).
W latach 90. wystąpił w dwóch zawodach Pucharu Świata w Gwatemali. W strzelaniu do ruchomej tarczy z 10 metrów uplasował się na 27. miejscu w 1994 roku i na 46. miejscu w roku 1995.

## Wyniki olimpijskie
| Igrzyska | Konkurencja                               | Wynik                                                                               | Miejsce | Źródło |
| -------- | ----------------------------------------- | ----------------------------------------------------------------------------------- | ------- | ------ |
| IO 1968  | Karabin małokalibrowy, trzy postawy, 50 m | Leżąc – 379 punktów Klęcząc – 337 punktów Stojąc – 297 punktów Razem – 1013 punktów | 62      | [ 2 ]  |
| IO 1972  | Karabin małokalibrowy, trzy postawy, 50 m | Leżąc – 388 punktów Klęcząc – 317 punktów Stojąc – 348 punktów Razem – 1053 punkty  | 62      | [ 3 ]  |
| IO 1972  | Karabin małokalibrowy leżąc, 50 m         | 576 punktów (97-93-97-97-97-95)                                                     | 91      | [ 4 ]  |